# Apostolepis breviceps
Apostolepis breviceps este o specie de șerpi din genul Apostolepis, familia Colubridae, descrisă de Harvey, Gonzales și Scrocchi în anul 2001. Conform Catalogue of Life specia Apostolepis breviceps nu are subspecii cunoscute.